# Освальд ап Каурдолли
Освальт ап Каурдолли (валл. Oswallt ap Cawrdolli; умер около 790 года) — король Думнонии (770—790). Известен исключительно по родословной из «Книги Баглана» (XVII век).

## Биография
Примерно в 755 году территория «Дефнас» находилась под значительным давлением со стороны западных саксов, происходит расширение Уэссекса на запад. В следующие тридцать лет восточный и северный Девон постоянно атакуется саксами. В 784 году, предполагается, что Эксетер был взят Киневульфом в результате осады.